# Cultura LGBT en Japón

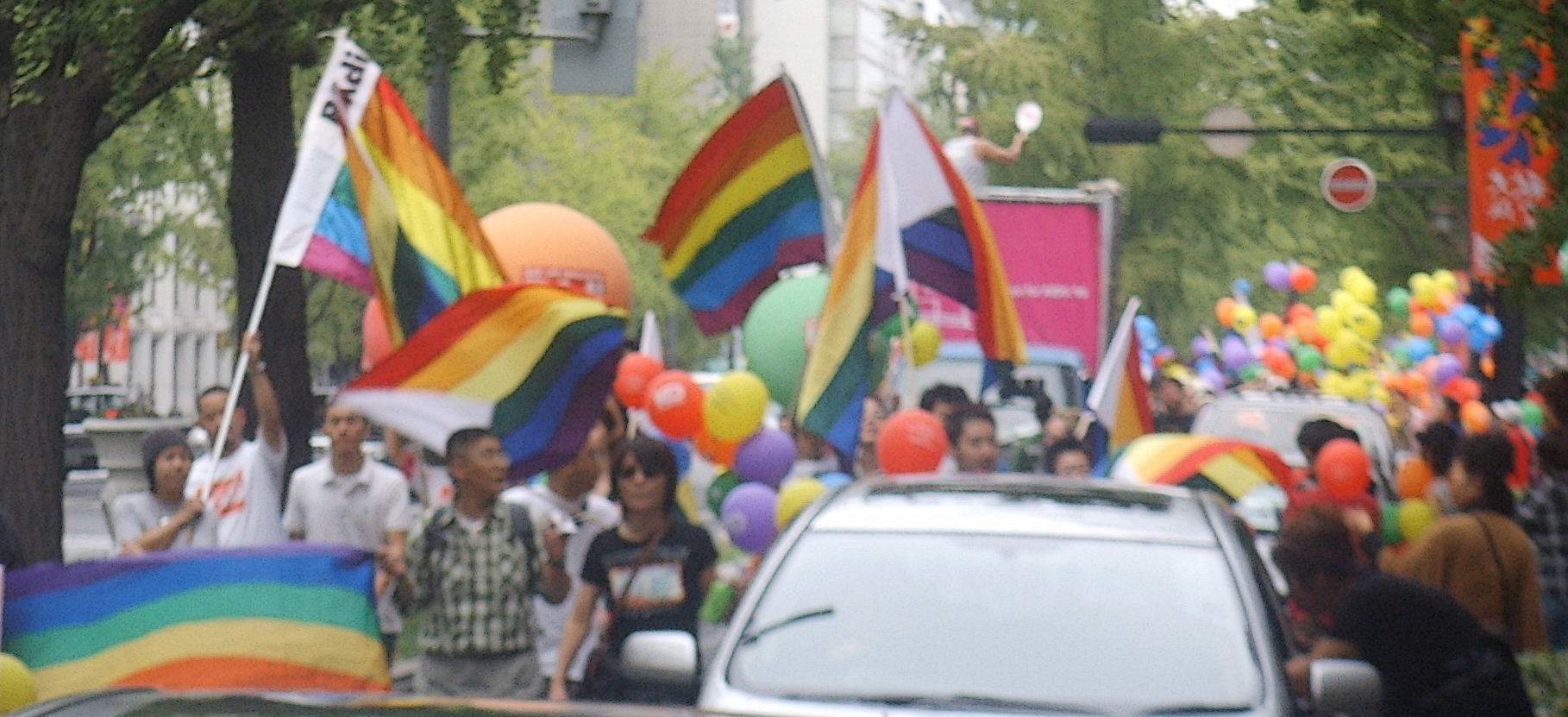
Primera marcha de la diversidad en Osaka, octubre de 2006

La cultura LGBT en Japón recientemente ha comenzado a distinguirse. Los japoneses adoptaron el término inglés género (ジェンダー, jendā) para describir conceptos culturales de femenino y masculino. Anteriormente, sei se utilizaba para distinguir los sexos biológicos binarios, femenino y masculino, así como el concepto de género. Ai Haruna y Ayana Tsubaki, dos celebridades transgénero de alto perfil, han ganado popularidad y han estado circulando en algunos programas de variedades japoneses muy populares. En abril de 2011, Hiromi, una modelo, se declaró lesbiana. Hay un género de anime y manga que se centra en el romance masculino gay (y a veces en contenido explícito) conocido como yaoi. Con el surgimiento de una comunidad gay visible y el consiguiente aumento de los medios de comunicación para audiencias gay, el Hadaka Matsuri ("Festival Desnudo") se ha convertido en un escenario de fantasía para los videos gay.

## Historia lingüística
Sólo recientemente el idioma japonés ha comenzado a distinguir sexo y género. Además, no se había hecho ninguna conexión explícita entre género y preferencia sexual. Los  japoneses adoptaron el término inglés género (ジェンダー, jendā) para describir conceptos culturales de femenino y masculino. Anteriormente, sei se utilizaba para distinguir los sexos biológicos binarios, femenino y masculino, así como el concepto de género. Muchos términos que describen la presentación de género tenían significados muy irregulares, como okama, cuyas definiciones incluían: un hombre gay, un hombre de comportamiento femenino o un travesti. Términos generales como estos tuvieron un impacto sociológico negativo, generalizando varias identidades queer en un solo concepto. De manera similar a la experiencia de las personas LGBT en otros países, las personas LGBT japonesas carecían del espacio lingüístico para existir.

### Controversias
Términos como hentai, que se han utilizado durante mucho tiempo en sentido peyorativo, han sido recientemente reclamados por la comunidad LGBT en Japón. Las publicaciones especializadas con contenido LGBT han estado utilizando el término hentai zasshi o "publicaciones pervertidas". Muchos traductores del japonés al inglés de contenido LGBT creen que el uso del término hentai equivale aproximadamente al del término inglés queer.

## Otros términos LGBT
Aunque los japoneses han tomado prestados varios términos extranjeros en el proceso de globalización, Japón no es de ninguna manera un receptor pasivo del discurso occidental. Los términos extranjeros se han utilizado selectivamente para ofrecer una comprensión japonesa matizada de la identidad sexual y de género. Es importante señalar que homófonos como el japonés gei y el inglés "gay" no denotan el mismo significado o connotación.

## Figuras LGBT en los medios populares
Varias personalidades que aparecen diariamente en la televisión japonesa son homosexuales o transgénero, o cultivan esa imagen como parte de su personalidad pública.
Varios artistas, casi todos hombres, han comenzado a hablar públicamente sobre su homosexualidad, apareciendo en varios programas de entrevistas y otros programas, y su celebridad a menudo se centra en su sexualidad; Los críticos gemelos de la cultura pop Piko y Osugi son un ejemplo. Akihiro Miwa, una drag queen, es la portavoz de publicidad televisiva de muchas empresas japonesas que van desde productos de belleza hasta productos financieros. Kenichi Mikawa, un ex cantante idol del pop que ahora difumina la línea entre el vestuario y el maquillaje masculino y femenino, también puede aparecer regularmente en varios programas, al igual que el artista y transformista Peter.
La cantautora y actriz Ataru Nakamura fue una de las primeras personalidades transgénero en alcanzar la fama Japón; de hecho, las ventas de su música aumentaron después de que se declarara abiertamente una mujer transgénero en 2006.
Algunos artistas no homosexuales han utilizado referencias estereotipadas a la homosexualidad para aumentar su perfil. Razor Ramon Sumitani alias Hard Gay (HG), un comediante, saltó a la fama después de que comenzó a aparecer en público vistiendo un arnés de cuero, pantalones cortos y una gorra. Su vestimenta, nombre y sus característicos empujones y chillidos de pelvis le valieron la adoración de los fanáticos y el desprecio de muchos en la comunidad gay japonesa.
Una mayor cantidad de personajes homosexuales y transgénero también han comenzado a aparecer (con representaciones positivas) en la televisión japonesa, como es el caso las exitosas series de televisión Hanazakari no Kimitachi e y Last Friends.

## Anime y manga
Existe un género de anime y manga que se centra en el romance masculino gay (y a veces en contenido explícito) conocido como yaoi. Los títulos de Yaoi se comercializan principalmente para mujeres y son comunes en las librerías (normalmente se encuentran en la sección de manga shōjo o cerca de ella). En Japón se utilizan varios términos para referirse al yaoi.
El término general "yaoi" es un acrónimo de la frase "Yama nashi, ochi nashi, imi nashi", que significa "sin pico, sin punto, sin significado". (Un retroacrónimo pensado a modo de broma lo identifica como "Ya mete, o shiri (ga) i tai", que literalmente significa "¡Detente, me duele el trasero!").
"June" se refiere a tramas que contienen romance y drama que presentan personajes masculinos adultos y maduros. "BL" ("Boys' Love") se refiere a historias que contienen personajes más jóvenes o un romance más alegre (como alternativa a un contenido más sexual). La frase "shōnen-ai", traducida del japonés en el pasado como "amor de chico", se utiliza para describir la homosexualidad no sexual tanto en personajes masculinos adultos como en personajes masculinos más jóvenes. Cuando el manga o el anime representan actividades sexuales entre chicos jóvenes, o chicos jóvenes con adultos (hombres o mujeres), se conoce como "shotacon", que no debe confundirse con "shōnen-ai".
Entre la gran población de fans de los países occidentales, esta terminología está más o menos condensada en "yaoi" y "shōnen-ai"; "yaoi" se usa en referencia a descripciones gráficas de sexo homosexual y/o drama para adultos, y "shōnen-ai" se usa en referencia a situaciones románticas con personajes más jóvenes.
Gei-comi ("cómics gay") son cómics de temática romántica gay dirigidos a hombres homosexuales. Mientras que los cómics yaoi a menudo asignan a una de las parejas un papel femenino heterosexual estereotipado, los gei-comi generalmente representan a ambas parejas como masculinos y en una relación de igualdad. Otro término común para este género es bara, derivado del nombre de la primera publicación de este género que ganó popularidad en Japón, Barazoku. El primer término es más común en Japón, se usa de manera similar a yaoi como término general para una amplia gama de publicaciones, mientras que el segundo es más común en Occidente y se refiere más a menudo a una estética general que específicamente al género de los cómics.
El anime y manga con temática de romance lésbico se conoce como yuri (que significa "lirio"). Yuri se utiliza como un término general, mucho más que yaoi; se utiliza para describir las relaciones entre mujeres en material comercializado para hombres heterosexuales, mujeres heterosexuales o lesbianas, a pesar de importantes diferencias estilísticas y temáticas entre obras dirigidas a estos diferentes públicos. Otra palabra que recientemente se ha vuelto popular en Japón como equivalente de yuri es "GL" (que significa "Girls' Love" y obviamente está inspirada en "Boys' Love"). A diferencia del yaoi, el yuri está dirigido a un público más amplio. Hay una variedad de títulos yuri (o títulos que integran en gran medida contenido yuri) dirigidos a mujeres, como Revolutionary Girl Utena, Oniisama E, Sailor Moon (sobre todo en su tercera temporada, así como en la quinta temporada), Strawberry Shake Sweet, Love My Life, etc.; y hay una variedad de títulos de yuri (o títulos que integran en gran medida contenido de yuri) dirigidos a hombres, como Kannazuki no Miko, Strawberry Panic! (aunque fue escrito por Sakurako Kimino, una autora), Simoun y My-Hime. Actualmente hay dos revistas de manga publicadas en Japón que se centran únicamente en historias de yuri: Comic Yuri Hime (que está dirigida principalmente a mujeres) y su nuevo spin-off, Comic Yuri Hime S (que está dirigida principalmente a hombres).
El Yuri al ser más amplio es más aceptado y bien recibido, considerándolo que últimamente este año 2025 está recibiendo más adaptaciones al anime.
Si bien existe más manga yaoi, el yuri tiene más tendencia a ser animado, mejor aceptado, con historias variadas con grandes historias, buen dibujo, mejor aceptado, siendo así que el Yuri/GL  es tan amado y recibido.

## Otros medios
Con el surgimiento de una comunidad gay visible y el consiguiente aumento de los medios de comunicación para audiencias LGBT, el Hadaka Matsuri ("Festival Desnudo") se ha convertido en un escenario de fantasía para los videos gays.
La superestrella japonesa Ayumi Hamasaki dedicó una canción para celebrar los derechos LGBT titulada "How Beautiful You Are". El vídeo musical mostraba parejas de homosexuales conformadas tanto por hombres como por mujeres besándose y celebrando.